# Newcastle nemzetközi repülőtér
A Newcastle nemzetközi repülőtér (IATA: NCL, ICAO: EGNT) Anglia egyik nemzetközi repülőtere, amely Newcastle upon Tyne közelében található. Éves utasforgalma 4 127 035 fő (2022).

## Futópályák
A repülőtér futópályái:
- 07/25 (2329 m, 46 m, aszfalt)

## Forgalom
Az utasforgalom az elmúlt években az alábbi módon változott:
| Utasok száma | 149 336 | 324 411 | 605 213 | 995 479 | 1 345 214 | 2 480 173 | 3 387 222 | 5 016 640 | 4 562 853 | 4 127 035 |
|              | 1961    | 1968    | 1975    | 1981    | 1988      | 1995      | 2002      | 2008      | 2015      | 2022      |

## Légitársaságok és úticélok
2025-ben a Newcastle nemzetközi repülőtérről az alábbi járatok indulnak (Utoljára frissítve: 2025-03-4):
| Légitársaság      | Célállomások |
| ----------------- | --- |
| Aer Lingus        | Dublin |
| Air France        | Párizs-Charles de Gaulle repülőtér |
| BH Air            | Szezonális charter: Burgas |
| Blue Islands      | Szezonális: Guernsey (kezdődik 2025 május 6-tól), Jersey (kezdődik 2025 május 3-tól) |
| British Airways   | London–Heathrow |
| Corendon Airlines | Szezonális: Antalya |
| easyJet           | Amszterdam, Belfast–International, Bristol, Párizs-Charles de Gaulle repülőtér Szezonális: Alicante, Genf, Lyon, Málaga (újrakezdődik 2025 március 31-től), Palma de Mallorca |
| Emirates          | Dubai–International |
| Eurowings         | Berlin (kezdődik 2025 május 1-től), Düsseldorf |
| Jet2.com          | Agadir (kezdődik 2026 március 29-től), Alicante, Antalya, Barcelona (kezdődik 2026 május 21-től), Faro, Fuerteventura, Funchal, Gran Canaria, Lanzarote, Málaga, Marrakesh (kezdődik 2025 október 10-től), Paphos, Tenerife–South Szezonális: Bergen, Berlin, Bodrum, Budapest, Burgas, Chania, Köln/Bonn, Koppenhága, Corfu, Dalaman, Dubrovnik, Gdańsk (kezdődik 2025 november 27-től), Genf, Girona, Grenoble, Heraklion, Ibiza, İzmir, Jersey, Kefalonia, Kos, Krakkó, Larnaca, Malta, Menorca, Palermo (kezdődik 2026 május 26-tól), Palma de Mallorca, Porto (kezdődik 2026 május 22-től), Prága, Preveza/Lefkada (kezdődik 2026 május 27-től), Reus, Reykjavik–Keflavik, Rhodes, Róma–Fiumicino, Santorini, Skiathos, Thessaloniki, Verona, Bécs, Zakynthos |
| KLM               | Amszterdam |
| Loganair          | Exeter, Southampton, Stavanger Szezonális: Bergen, Newquay |
| Lufthansa         | Frankfurt |
| Norwegian         | Koppenhága (kezdődik 2025 május 2-től) |
| Ryanair           | Alicante, Barcelona, Bergamo, Dublin, Faro, Fuerteventura, Gran Canaria, Krakkó, Lanzarote, Málaga, Marrakesh (vége 2025 március 26-tól), Paphos, Tenerife–South Szezonális: Chania, Gdańsk, Ibiza, Palma de Mallorca, Wrocław, Zadar |
| SunExpress        | Antalya Szezonális: Dalaman (kezdődik 2025 május 4-től) |
| TUI Airways       | Agadir (kezdődik 2025 május 1-től), Alicante, Gran Canaria, Hurghada, Lanzarote, Sal, Sharm El Sheikh, Tenerife–South Szezonális: Antalya, Barbados, Burgas, Cancún, Corfu, Dalaman, Dubrovnik, Enfidha, Genf, Heraklion, Ibiza, Innsbruck, Kefalonia, Kittilä, Kos, Larnaca, Málaga, Melbourne/Orlando, Menorca, Naples, Palma de Mallorca, Paphos, Reus, Rhodes, Rovaniemi, Salzburg, Skiathos, Turin, Verona, Zakynthos |